# Krzysztof Gadacz
Krzysztof Gadacz (ur. 22 marca 1962) - polski aktor teatralny i filmowy oraz lektor.

## Życiorys
W 1988 roku ukończył krakowską Państwową Wyższą Szkołę Teatralną. W 1989 r. grał na deskach Teatru im. J. Słowackiego w Krakowie, po czym w 1990 podjął pracę w Teatrze Ludowym w Krakowie, w którym grał do 2002 r. 

## Filmografia

### Filmy
- 1994 – Zawrócony
- 2000 – Duże zwierzę
- 2004 – Mój Nikifor, jako robotnik

### Seriale
- 2000 – Historia filozofii po góralsku według ks. Józefa Tischnera, jako Demokryt czyli Sobek Walczak (gościnnie)
- 2005 – Szanse finanse odc. 8 Basen